# Élections législatives de 1958 en Eure-et-Loir
Les élections législatives françaises de 1958 se déroulent les 23 et 30 novembre 1958. Dans le département d'Eure-et-Loir, trois députés sont à élire dans le cadre de trois circonscriptions.

## Élus
| Circonscription | Député élu        | Parti | Parti  |
| --------------- | ----------------- | ----- | ------ |
| 1re             | Edmond Desouches  |       | Radsoc |
| 2e              | Edmond Thorailler |       | UNR    |
| 3e              | Michel Hoguet     |       | UNR    |

## Système électoral
Pour la première fois depuis 1936, les élections législatives ont lieu au scrutin uninominal majoritaire à deux tours dans des circonscriptions uninominales.
Est élu au premier tour le candidat qui réunit la majorité absolue des suffrages exprimés et un nombre de voix au moins égal au quart (25 %) des électeurs inscrits dans la circonscription. Si aucun des candidats ne satisfait ces conditions, un second tour est organisé entre les candidats ayant réuni un nombre de voix au moins égal à 5 % des suffrages exprimés. Au second tour, le candidat arrivé en tête est déclaré élu.
Le seuil de qualification, basé sur un pourcentage relativement faible des suffrages exprimés, tend à faciliter l'accès au second tour de plus de deux candidats. Les candidats en lice au second tour peuvent ainsi fréquemment être trois, un cas de figure appelé « triangulaire ». Lorsque quatre candidats s'affrontent au second tour, on parle de « quadrangulaire ».

## Résultats

### Résultats à l'échelle du département
| Parti          | Parti                                            | Premier tour | Premier tour | Second tour | Second tour | Sièges |
| Parti          | Parti                                            | Voix         | %            | Voix        | %           | Sièges |
| -------------- | ------------------------------------------------ | ------------ | ------------ | ----------- | ----------- | ------ |
|                | Union pour la nouvelle République                | 38 093       | 30,13        | 48 492      | 38,58       | 2      |
|                | Centre national des indépendants et paysans      | 11 772       | 9,31         | 13 700      | 10,90       | 0      |
|                | Modérés                                          | 7 412        | 5,86         | Retrait     | Retrait     | 0      |
|                | Droite parlementaire                             | 57 277       | 45,31        | 62 192      | 49,47       | 2      |
|                |                                                  |              |              |             |             |        |
|                | Parti républicain, radical et radical-socialiste | 21 894       | 17,32        | 32 293      | 25,69       | 1      |
|                | Parti communiste français                        | 18 511       | 14,64        | 16 806      | 13,37       | 0      |
|                | Section française de l'Internationale ouvrière   | 12 825       | 10,12        | 4 378       | 3,48        | 0      |
|                | Centre républicain                               | 9 921        | 7,85         | 10 039      | 7,99        | 0      |
|                | Union et fraternité française                    | 5 988        | 4,74         | Retrait     | Retrait     | 0      |
|                |                                                  |              |              |             |             |        |
| Inscrits       | Inscrits                                         | 165 225      | 100,00       | 165 204     | 100,00      | 3      |
| Abstentions    | Abstentions                                      | 35 035       | 21,2         | 37 139      | 22,48       |        |
| Votants        | Votants                                          | 130 190      | 78,8         | 128 065     | 77,52       |        |
| Blancs et nuls | Blancs et nuls                                   | 3 774        | 2,9          | 2 357       | 1,84        |        |
| Exprimés       | Exprimés                                         | 126 416      | 97,1         | 125 708     | 98,16       |        |

### Résultats par circonscription

#### Première circonscription (Chartres)
| Candidat       | Candidat             | Parti          | Premier tour | Premier tour | Second tour | Second tour |  |
| Candidat       | Candidat             | Parti          | Voix         | %            | Voix        | %           |  |
| -------------- | -------------------- | -------------- | ------------ | ------------ | ----------- | ----------- |  |
|                | Edmond Desouches élu | Radsoc         | 12 928       | 29,49        | 18 008      | 41,04       |  |
|                | Pierre July          | CNIP           | 11 772       | 26,85        | 13 700      | 31,23       |  |
|                | Jean Lelièvre        | UNR            | 8 544        | 19,49        | 6 901       | 15,73       |  |
|                | Marcel Chartrain     | PCF            | 6 455        | 14,73        | 5 265       | 12          |  |
|                | André Gagnon         | SFIO           | 2 417        | 5,51         | Retrait     | Retrait     |  |
|                | Raymond Mignan       | UFF            | 1 721        | 3,93         |             |             |  |
|                |                      |                |              |              |             |             |  |
| Inscrits       | Inscrits             | Inscrits       | 55 428       | 100,00       | 55 422      | 100,00      |  |
| Abstentions    | Abstentions          | Abstentions    | 10 398       | 18,76        | 10 855      | 19,59       |  |
| Votants        | Votants              | Votants        | 45 030       | 81,24        | 44 567      | 80,41       |  |
| Blancs et nuls | Blancs et nuls       | Blancs et nuls | 1 193        | 2,65         | 693         | 1,55        |  |
| Exprimés       | Exprimés             | Exprimés       | 43 837       | 97,35        | 43 874      | 98,45       |  |

#### Deuxième circonscription (Dreux)
| Candidat       | Candidat              | Parti          | Premier tour | Premier tour | Second tour | Second tour |  |
| Candidat       | Candidat              | Parti          | Voix         | %            | Voix        | %           |  |
| -------------- | --------------------- | -------------- | ------------ | ------------ | ----------- | ----------- |  |
|                | Edmond Thorailler élu | UNR            | 11 142       | 27,34        | 19 645      | 49,81       |  |
|                | Georges Rastel        | CR             | 9 431        | 23,14        | 10 039      | 25,45       |  |
|                | Jean Cauchon          | Modérés        | 7 412        | 18,19        | Retrait     | Retrait     |  |
|                | Émile Vivier          | SFIO           | 5 977        | 14,67        | 4 378       | 11,1        |  |
|                | Charles Hubert        | PCF            | 5 791        | 14,21        | 5 378       | 13,64       |  |
|                | Marius Bouillon       | UFF            | 997          | 2,45         |             |             |  |
|                |                       |                |              |              |             |             |  |
| Inscrits       | Inscrits              | Inscrits       | 52 730       | 100,00       | 52 721      | 100,00      |  |
| Abstentions    | Abstentions           | Abstentions    | 11 064       | 20,98        | 12 569      | 23,84       |  |
| Votants        | Votants               | Votants        | 41 666       | 79,02        | 40 152      | 76,16       |  |
| Blancs et nuls | Blancs et nuls        | Blancs et nuls | 916          | 2,2          | 712         | 1,77        |  |
| Exprimés       | Exprimés              | Exprimés       | 40 750       | 97,8         | 39 440      | 98,23       |  |

#### Troisième circonscription (Châteaudun - Nogent-le-Rotrou)
| Candidat       | Candidat             | Parti          | Premier tour | Premier tour | Second tour | Second tour |  |
| Candidat       | Candidat             | Parti          | Voix         | %            | Voix        | %           |  |
| -------------- | -------------------- | -------------- | ------------ | ------------ | ----------- | ----------- |  |
|                | Michel Hoguet élu    | app. UNR       | 13 005       | 31,09        | 17 798      | 41,98       |  |
|                | Henri Bonnet         | Radsoc         | 8 966        | 21,43        | 14 285      | 33,7        |  |
|                | Maurice Perche       | PCF            | 6 265        | 14,98        | 6 163       | 14,54       |  |
|                | François de Montfort | UNR            | 5 402        | 12,91        | 4 148       | 9,78        |  |
|                | Robert Huwart        | SFIO           | 4 431        | 10,59        | Retrait     | Retrait     |  |
|                | Roger Huteau         | UFF            | 3 270        | 7,82         | Retrait     | Retrait     |  |
|                | Georges Serfati      | CR             | 490          | 1,17         |             |             |  |
|                |                      |                |              |              |             |             |  |
| Inscrits       | Inscrits             | Inscrits       | 57 067       | 100,00       | 57 061      | 100,00      |  |
| Abstentions    | Abstentions          | Abstentions    | 13 573       | 23,78        | 13 715      | 24,04       |  |
| Votants        | Votants              | Votants        | 43 494       | 76,22        | 43 346      | 75,96       |  |
| Blancs et nuls | Blancs et nuls       | Blancs et nuls | 1 665        | 3,83         | 952         | 2,2         |  |
| Exprimés       | Exprimés             | Exprimés       | 41 829       | 96,17        | 42 394      | 97,8        |  |